# Malletia grasslei
Malletia grasslei is een tweekleppigensoort uit de familie van de Malletiidae. De wetenschappelijke naam van de soort is voor het eerst geldig gepubliceerd in 1985 door Sanders & Allen.